# Bolostromoides summorum
Bolostromoides summorum är en spindelart som beskrevs av Rita Delia Schiapelli och Gerschman 1945. Bolostromoides summorum ingår i släktet Bolostromoides och familjen Cyrtaucheniidae.
Artens utbredningsområde är Venezuela. Inga underarter finns listade.